# Xavier Morgades i Vallès
Xavier Morgades i Vallès (l'Espluga de Francolí, 31 de desembre de 1954) és un pagès i músic català. De formació musical autodidacta, als anys 1970 fou director del grup de folk l'Olla Barrejada. El mestre Lluís Virgili i Farrà l'interessà pel cant coral i el 1982 va crear la Coral Espluguina, de la qual és director i que ha passat de 17 membres inicials a 37 actuals. Ha participat en nombroses trobades de cant coral del Camp de Tarragona i Terres de Lleida. També ha estat director de la coral Flor de Lis de Montblanc, de la coral Veu de la Terra de Vimbodí, professor de cant coral a l'Escola de Música Robert Gerard de Valls i professor de música al CEIP Martí Poch de l'Espluga de Francolí.
El 2009 va rebre un dels Premis d'Actuació Cívica de la Fundació Lluís Carulla pel seu esforç en recuperar cants i tradicions populars. També ha donat suport com a independent Convergència i Unió.